# Ева Пиларова
Ева Пиларова, рођена као Ева Бојановска (чеш. Eva Bojanovská; Брно, 9. август 1939 — Праг, 14. март 2020) била је чешка певачица и глумица, трострука добитница награде „Злати славик” у категорији певачица.

## Биографија
Певала је већ од детињства и то и озбиљну музику. Године 1960. постала је члан позоришта „Семафор” а касније и „Рококо”. За време дуге певачке каријере имала је велики број наступа који су постали хитови. Јако популарни су били њени дуети са Валдемаром Матушком а певала је и са Карелом Готом и другим певачима. Има јако лепу и занимљиву боју гласа и изванредну певачку технику. Са надолазећим годинама оријентише се на џез и свинг.

## Награде
- 1962: Zlatá medaile v oboru jazzového zpěvu na Světovém festivalu mládeže – Helsinky''
- 1963: Zlatý slavík (oficiálně předáno a vyhlášeno 2014)
- 1964: Zlatý slavík
- 1967: Zlatá Bratislavská lyra
- 1967: Cena za nejlepší interpretaci – Zlatá bratislavská lyra
- 1967: Zlatý klíč Intervize
- 1967: Grand Prix de Disque Sopoty
- 1967: Publikumsliebling – festival písní v Berlíně – Německá demokratická republika
- 1967: Zlatý slavík
- 1969: Cena za nejlepší interpretaci – Festival populárních písní Varadero, Kuba
- 1971: Zlatý slavík
- 1978: Zlatá děčínská kotva
- 1978: Cena za nejlepší interpretaci – Bratislavská lyra
- 1981: Zasloužilá umělkyně
- 1993: Platinová deska Supraphonu
- 1998: Cena Masarykovy akademie
- 2004: Platinová deska Tommü records
- 2009: Medaile Za zásluhy I. stupně

## Дискографија

### Грамофон
- Eva Pilarová — Supraphon 1965.
- Dobře placená procházka — Supraphon 1965.
- Eva Pilarová — Supraphon 1966.
- Fascinating Czech Star — Supraphon/Artia 1966.
- Zločin v šantánu — Supraphon 1968.
- Eva — Supraphon 1969.
- Zpívá Eva Pilarová — Supraphon 1970.
- Láska nebeská (са Валдемаром Матушком) — Supraphon 1 13 0840 311, 1973. (LP); Bonton Music EAN 8 596972 105925, 1997. (CD)
- Zázrak je žít — Supraphon 1974.
- My Czech Favourites — Supraphon/Artia 1974.
- Jsem tu a zpívám dál — Supraphon 1979.
- Eva — Supraphon 1986.[3]

### ЦД
- Pohlazení po duši — Bonton 1992.
- Story — Supraphon 1992.
- Platinová Eva Pilarová — Tommü records 1993.
- Story II — Supraphon 1993.
- One perfect song — Tommü records 1994.
- Eva Pilarová a hosté — Tommü records 1995.
- Vánoce — Tommu records 1996.
- S nádhernou duhou (са Миланом Биргером) — Tommü records 1997.
- Vánoční čas — Tommü records 1998.
- Requiem — Bonton 1998.
- Recitál (Eva Pilarová a Karel Gott 1965 Live) — Bonton 1998. (MC, CD)
- Swing 2000 — Tommü records 1999.
- S čertem si hrát (са Валдемаром Матушком) — Český rozhlas CRO155-2-331 EAN 8 590236 015524, 2000.
- Moravěnka (са Моравенком, Јиријем Хеланом и Јошком Шмукаржем) — Tommü records 2000.[4]
- Dotýkat se hvězd — Sarurn EAN 8595112003923, 2000.
- Rodeo — Tommü records 2002.
- Největší hity — Bonton 2003.[5]
- Zlatý výběr — Tommü records EAN 8594060010045, 2004.[6]
- Dům plnej snů — EAN 8594072230073 2008.[7]
- Proměny — Supraphon SU 5978-2 EAN 099925 59782 5, 2009. (3CD)[8]
- Pilarka — EAN 8594170816100, 2013.[3][9]